# Fumaria capitata
Fumaria capitata är en vallmoväxtart som beskrevs av Lidén. Fumaria capitata ingår i släktet jordrökar, och familjen vallmoväxter. Inga underarter finns listade i Catalogue of Life.